# Ga Tòa nhà Điện lực Đài Loan
Ga Tòa nhà Điện lực Đài Loan (tiếng Trung: 台電大樓站; Hán-Việt: Đài Điện Đại Lâu trạm; tiếng Anh: Taipower Building Station) là một ga tàu điện ngầm (đường sắt đô thị) thuộc tuyến Tùng Sơn-Tân Điếm của hệ thống đường sắt đô thị Đài Bắc, Đài Loan. Gần ga này là tòa nhà Công ty Điện lực Đài Loan, thường được gọi tắt là Đài Điện.

## Tổng quan

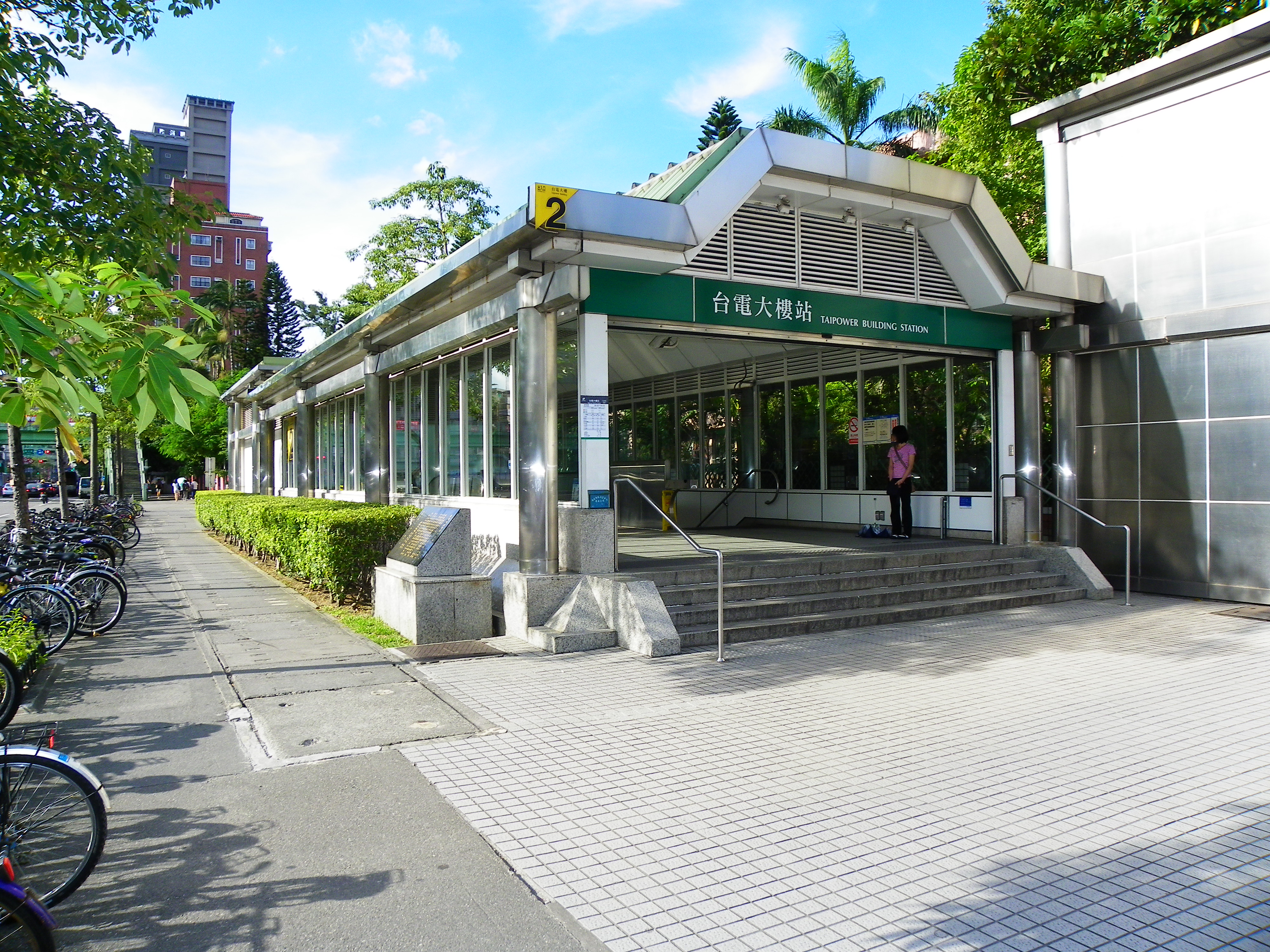
Lối ra số 2 của ga Tòa nhà Điện lực Đài Loan

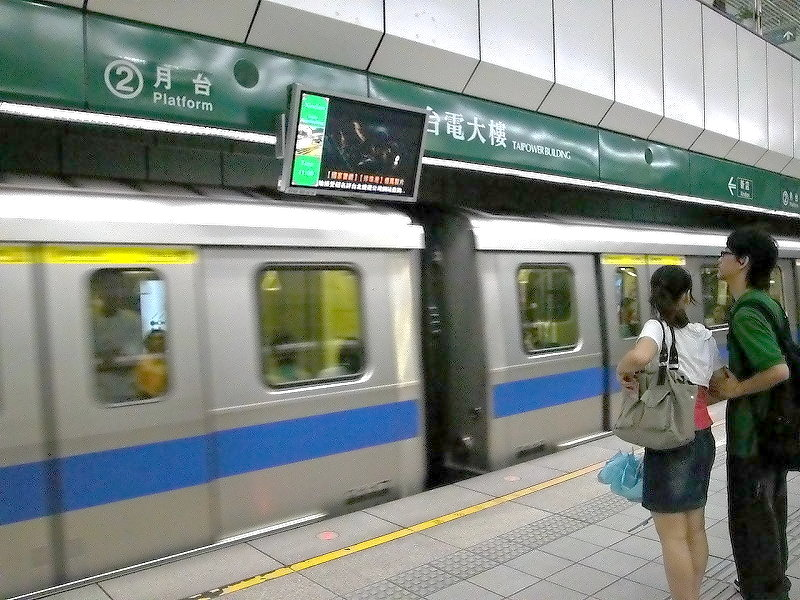
Sân ga Tòa nhà Điện lực Đài Loan

Đây là một ga ngầm có hai tầng sâu và năm lối ra. Một vài đoàn tàu từ phía Tùng Sơn sẽ tạm ngưng lại tại đây rồi sau đó tái nhập đường ray thông qua một lối thông ở phía nam của ga.

## Lịch sử
Trong quá trình lập kế hoạch ban đầu vào năm 1980, nhà ga vốn dĩ được đặt tên là Tam Tổng (三總), là tên viết tắt của Tổng y viện Tam Quân sau này đã dời về quận Nội Hồ, đông bắc thành phố.

## Bố trí nhà ga
| Mặt đường | Lối vào/Lối ra                        | Lối vào/Lối ra                                                                                      |
| Tầng B1   | Sảnh chính                            | Lễ tân, quầy thông tin, máy phát vé tự động, cổng soát vé một chiều                                 |
| Tầng B1   | Sảnh chính                            | Nhà vệ sinh(Ở mặt bắc của khu thu vé, gần lối ra số 2)                                              |
| Tầng B2   | Sân ga 1                              | ← Tuyến Tùng Sơn-Tân Điếm hướng về ga Tùng Sơn (G09 Cổ Đình)                                        |
| Tầng B2   | Sân ga kiểu đảo, cửa sẽ mở ở bên trái | |
| Tầng B2   | Sân ga 2                              | → Tuyến Tùng Sơn-Tân Điếm hướng về ga Tân Điếm (G07 Công Quán) → → Bến đỗ Tuyến Tùng Sơn-Tân Điếm → |

Các đoàn tàu thuộc tuyến Tùng Sơn-Tân Điếm sẽ ngừng tại đây trong những khung giờ không cao điểm.

## Xung quanh nhà ga
- Thánh đường Hồi giáo Văn hóa Đài Bắc
- Công viên Sư Đại
- Công viên Văn hóa Khách Gia Đài Bắc